# Natal'ja Butuzova
Natal'ja Anatol'evna Butuzova (in russo Наталья Анатольевна Бутузова?; 17 febbraio 1954) è un'ex arciera sovietica.

## Palmarès
- Giochi olimpici

Mosca 1980: argento nell'individuale.
- Mondiali

Punta Ala 1981: oro nella gara a squadre e nell'individuale.
- Europei

Compiègne 1980: oro nella gara a squadre e nell'individuale;
Kecskemét 1982: oro nella gara a squadre e nell'individuale;
Lussemburgo 1988: oro nella gara a squadre.